# Туденов, Гунга Очирович
Гунга Очирович Туденов (1929—1994) — фольклорист, литературовед, ученый-методист, литературный критик, кандидат филологических наук, заслуженный деятель науки республики Бурятия.

## Биография
Гунга Очирович Туденов родом из улуса Кусоты (Куорка) Хоринского аймака (ныне Кижингинский район). Родился 16 февраля 1929 года в многодетной семье. Окончив в 1948 году бурятскую среднюю школу в г. Улан-Удэ, поступил на монгольское отделение Восточного факультета Ленинградского государственного университета, окончил его в 1953 году. В том же году ему было предложено место в аспирантуре университета. В 1956 году защитил диссертацию по бурятскому стихосложению, которая явилась серьёзным вкладом в монголоведение и бурятское литературоведение, получил ученое звание кандидата филологических наук. В 1958 году была издана монография, в основу которой была положена диссертация Туденова. По мнению профессора С. Ж. Балданова, она стала «единственным теоретическим исследованием бурятского… стихосложения, исполненным на высоком научно-теоретическом уровне».
Большую моральную и материальную помощь ему оказал классик бурятской литературы Хоца Намсараевич Намсараев. Х. Н. Намсараев посвятил ему стихотворение на бурятском языке «Манай шарахан хараасгай» — «Наша желтокрылая ласточка», которое перевел на русский язык присутствовавший на защите известный писатель Иосиф Еремеевич Тугутов.

После защиты диссертации он в 1956 году вернулся на родину и был зачислен в ряды научных сотрудников Бурят-Монгольского научно-исследовательского института культуры. Интересы его лежали в области бурятской поэзии. Однако вскоре ему пришлось заниматься исследованием более крупных проблем национальной литературы, проблем дореволюционной литературы бурят-монголов, а также вопросов советской бурятской литературы. В 1972—1982 годах Туденов работал в Тувинском НИИЯЛИ, занимаясь вопросами тувинской литературы и фольклористики. Отмечается, что
Г. О. Туденов — ученый филолог широкого профиля, активно работал в области фольклористики и литературоведения. Он внес весомый вклад в изучение творчества репрессированных писателей Бурятии. А основными научными трудами Г. О. Туденова являются его исследования, посвященные бурятскому фольклорному и литературному системам стихосложения.

## Основные труды
- Бурятское стихосложение. ритмическая организация бурятских стихов, 1958.
- С. П. Балдаев — фольклорист и этнограф, 1958.
- Бурятская литература, 1972.
- Литература Советской Бурятии, 1973.
- Новые тенденции в современной литературе Бурятии, 1988.
- Библиографический словарь репрессированных писателей Бурятии, 1996.

Он является автором крупных разделов в ряде коллективных трудов, в числе которых:
- Очерк истории бурятской советской литературы, 1959;
- История бурятской советской литературы, 1967;
- История многонациональной советской литературы, 1974;
- История бурятской литературы 19 — 1955 гг., 1995.

Г. О. Туденов являлся одним из ведущих литературоведов республики. Автор более 90 работ. Он был талантливым аналитиком-исследователем.
Ученый неоднократно подчеркивал, что бурятская литература развивалась в тесной взаимосвязи с литературой других народов, в том числе народов Центральной Азии.